# Wolfgang Heubner

Wolfgang Heubner (1911)

Wolfgang Otto Leonhard Heubner (* 18. Juni 1877 in Leipzig; † 26. Februar 1957 in Heidelberg) war ein deutscher Pharmakologe.

## Leben
Heubners Vater war der Pädiater Otto Heubner. Sein Großvater war der Jurist und Politiker Otto Leonhard Heubner. Wolfgang besuchte die Thomasschule zu Leipzig und danach das Joachimsthalsche Gymnasium in Berlin. Nach dem Abitur begann er an der Georg-August-Universität Göttingen Medizin zu studieren. 1897 wurde er (mit Hans Bahrdt) im Corps Bremensia recipiert. Als Inaktiver wechselte er an die Friedrich-Wilhelms-Universität zu Berlin, die Philipps-Universität Marburg und die Kaiser-Wilhelms-Universität Straßburg. In Straßburg legte er 1901 das Staatsexamen ab. Geprägt von dem Pharmakologen Oswald Schmiedeberg, wurde er 1903 zum Dr. med. promoviert. Auch habilitierte er sich hier 1907. Nach fünf Jahren in Straßburg wechselte er 1908 als Privatdozent zu Arthur Heffter an das Pharmakologische Institut der Charité. Noch im selben Jahr wurde er an das Pharmakologische Institut der Georg-August-Universität berufen, wo er alsbald o. Professor wurde.

Heubner als Mitglied des Corps Bremensia (1897)

Hauptthema von Heubners Forschung war die Pathologie des Hämoglobins, besonders der Mechanismus der Methämoglobin-Bildung durch Stoffe wie Anilin und Nitrobenzol. Im Übrigen hat er, Doyen seines Faches, viele Gebiete bearbeitet. Als Nachfolger von Arthur Heffter hat er von 1927 bis 1950 (Band 3 Teil 1 bis Band 10) das Handbuch der experimentellen Pharmakologie herausgegeben, heute Handbook of Experimental Pharmacology. Von 1947 bis 1957 (Band 204 bis 230) war er Mitherausgeber von Naunyn-Schmiedebergs Archiv für experimentelle Pathologie und Pharmakologie, heute Naunyn-Schmiedeberg's Archives of Pharmacology, der ältesten bis heute existierenden pharmakologischen Fachzeitschrift. 1911 initiierte er die Arzneimittelkommission der deutschen Ärzteschaft.
Bereits während des Ersten Weltkriegs forschte Heubner an chemischen Kampfstoffen. Dabei blieb er bis ans Ende des NS-Systems.
Zu Beginn der Weimarer Republik hatte Heubner die Gründung der linksliberalen Deutschen Demokratischen Partei (DDP) öffentlich begrüßt. 1927–1928 war er Rektor der Göttinger Universität. 1929 übernahm er das Pharmakologische Institut der Medizinischen Akademie Düsseldorf. 1930 wechselte er an die Ruprecht-Karls-Universität Heidelberg. Er leitete von 1932 bis 1945 das deutsche Pharmakologische Institut in Berlin. Bei ihm arbeiteten scharfe Gegner des Nationalsozialismus wie Otto Krayer und Robert Havemann und auch überzeugte Anhänger wie Hermann Druckrey und Norbert Brock. Krayers Standhaftigkeit und konsequente Haltung kommentierte Heubner in seinem Tagebuch mit: „Großartig!“ Havemann wurde 1943 von Volksgerichtshof zum Tode verurteilt. Auf Drängen von Heubner und Wolfgang Wirth wurde die Vollstreckung des Urteils aufgeschoben und für Havemann im Zuchthaus wegen kriegswichtiger Forschungen ein eigenes Labor eingerichtet.
Heubners handschriftliche Tagebücher von 1917 bis 1956 hat der Mainzer Pharmakologe Erich Muscholl transkribiert und einem Berliner Forschungsprojekt zur Charité im Dritten Reich zur Verfügung gestellt. Udo Schagen interpretiert diese Selbsterklärungen so (hier aus dem Englischen übersetzt): „Man urteilt zuweilen, es sei unter dem totalitären Regime nicht möglich gewesen, gegen politische Anweisungen zu protestieren. Der Fall des Pharmakologen Wolfgang Heubner an der Berliner Medizinischen Fakultät beweist das Gegenteil. Wenn Regierungsmaßnahmen mit seinen Überzeugungen nicht übereinstimmten, protestierte er nicht nur in privatem Gespräch, sondern auch schriftlich gegenüber Nazi-Potentaten und dem Reichsministerium für Wissenschaft, Erziehung und Volksbildung. Er betonte, Wissenschaft könne nur aus einer freiheitlichen Gesinnung heraus gedeihen. Er bestand auf einem Pazifismus, der es ihm nicht erlaube, Kriegsvorbereitungen zu unterstützen. Er verweigerte klar allen nationalsozialistischen Ideen Gefolgschaft, die seinem liberalen Geist widersprachen. Sollten seine Ansichten seiner Professorenposition entgegenstehen, schrieb er, so wolle er zurücktreten. Jedoch es geschah ihm nichts. Er behielt seine Stelle und seinen Einfluss bis zum Ende des Nationalsozialismus. Sein Fall zeigt, dass es – jedenfalls für national und international anerkannte Wissenschaftler – möglich war, dem Nationalsozialismus eine Kooperation zu verweigern.“ Heubner behauptete, dem Minister Bernhard Rust am 4. Oktober 1933 mitgeteilt zu haben, es werde ihm „niemals möglich sein, den Nationalsozialismus innerlich (und natürlich auch äußerlich) zu bejahen, soweit er mit den aus meiner angeborenen Veranlagung und meiner Lebenserfahrung erwachsenen Überzeugungen im Widerspruch steht.“ Er habe erklärt, es sei ihm „unerträglich“ gewesen, „in einem öffentlichen Amt nur deswegen zu verharren, weil etwa bei der vorgesetzten Behörde ein Irrtum über mein wahres Wesen besteht.“.
Jenseits der biografischen Selbstdarstellung erfährt Heubner in der Literatur auch andere Beurteilungen. Er wird als für die Weimarer Jahren wechselnd als „liberal“ und als „deutschnational“ geschildert und gilt als Experte auf dem Spezialgebiet der militärischen Giftgase seit den 1920er Jahren. Nach dem Machtantritt der NSDAP und ihrer deutschnationalen Bündnispartner arbeitete sein Pharmakologisches Institut im Auftrag des Heereswaffenamts an chemischen Kampfstoffen. Heubner stieg zum Mitglied des wissenschaftlichen Beirats des Bevollmächtigten für das Gesundheitswesen Karl Brandt auf, der im Nürnberger Ärzteprozess aufgrund zahlreicher Verbrechen zum Tode verurteilt und 1948 hingerichtet wurde. 1944 war Heubner einer der Initiatoren der sog. Meerwasserversuche (1944), für die KZ-Insassen verwendet wurden. Die Versuche waren außerordentlich qualvoll, und die Organisatoren rechneten mit Toten und mit Dauerschäden der Überlebenden.
Nach der Kapitulation hatte Heubner zunächst hohe Funktionen in der ostdeutschen Gesundheitsverwaltung, war Ordinarius an der Humboldt-Universität, wechselte aber 1949 an die Freie Universität Berlin.

## Ehrungen, Mitgliedschaften
- Akademie der Wissenschaften zu Göttingen[17]
- Deutsche Akademie der Naturforscher Leopoldina
- Verdienstorden der Bundesrepublik Deutschland, Großes Bundesverdienstkreuz (1952)
- Paracelsus-Medaille (1954)
- Schmiedeberg-Plakette (1956)
- Dr. med. vet. h. c.
- Dr. rer. nat. h. c.